# Saint-Cricq-Chalosse
Saint-Cricq-Chalosse – miejscowość i gmina we Francji, w regionie Nowa Akwitania, w departamencie Landy.
Według danych na rok 1990 gminę zamieszkiwało 585 osób, a gęstość zaludnienia wynosiła 29 osób/km² (wśród 2290 gmin Akwitanii Saint-Cricq-Chalosse plasuje się na 655. miejscu pod względem liczby ludności, natomiast pod względem powierzchni na miejscu 522.).